# Cortanze
Cortanze – miejscowość i gmina we Włoszech, w regionie Piemont, w prowincji Asti.
Według danych na styczeń 2009 gminę zamieszkiwało 289 osób przy gęstości zaludnienia 64,8 os./1 km².